# Fritz Leiber

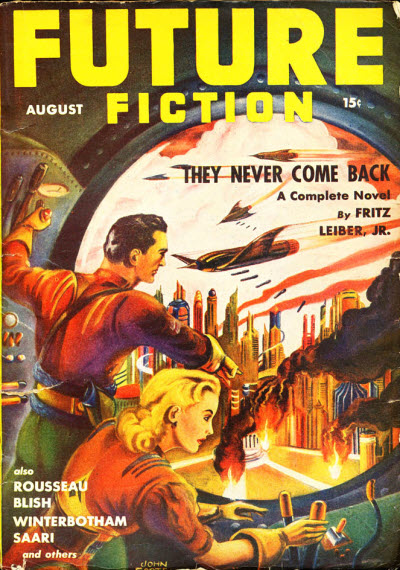
Tiểu thuyết They Never Come Back của Leiber được minh họa trên bìa số tháng 8 năm 1941 của Future

Fritz Reuter Leiber Jr. (24 tháng 12 năm 1910 – 5 tháng 9 năm 1992) là một nhà văn Mỹ chuyên viết những tác phẩm kỳ ảo, kinh dị và khoa học viễn tưởng. Ông cũng là một nhà thơ, diễn viên kịch và phim, soạn giả kịch và kỳ thủ cờ vua. Cùng với những nhà văn như Robert E. Howard và Michael Moorcock, Leiber đôi khi được vinh danh là cha đẻ đặt nền móng cho thể loại kỳ ảo kiếm và ma thuật.
Fritz Leiber sinh ra ở Chicago, Illinois, là con trai của vợ chồng diễn viên Fritz Leiber và Virginia Bronson Leiber. Từng có những lúc Leiber thể hiện khuynh hướng đi theo sự nghiệp song thân; sân khấu và diễn viên kịch cũng là những yếu tố nổi bật trong tiểu thuyết của ông. Leiber đã tham gia lưu diễn trong đoàn kịch Shakespeare của cha mẹ (Fritz Leiber & Co.) vào năm 1928 trước khi vào học tại Đại học Chicago, nơi ông được bầu vào hội Phi Beta Kappa và nhận bằng cử nhân ngành tâm lý học và sinh lý học hoặc sinh học vào năm 1932. Từ năm 1932 đến 1933, ông phục vụ trong vai trò người đọc kinh và nghiên cứu sinh tại Chủng viện Thần học Tổng quát ở Chelsea, Manhattan, một tổ chức có liên kết với Giáo hội Giám nhiệm, nhưng không lấy được chứng chỉ.
Sau khi hoàn tất khóa đào tạo sau đại học về triết học tại Đại học Chicago từ năm 1933 đến 1934 nhưng không đủ điểm lấy bằng, ông lưu lại Chicago và liên tục tham gia vào các chuyến lưu diễn trong đoàn kịch cùng cha mẹ (dưới nghệ danh "Francis Lathrop") cùng lúc với theo đuổi sự nghiệp văn chương (đã có sáu truyện ngắn được ông chấp bút trong giai đoạn 1934 đến 1935, sau này được đưa vào tuyển tập Strange Wonders: A Collection of Rare Fritz Leiber Works). Ông cũng ra mắt cùng cha qua những vai diễn không được ghi nhận tên trong một số bộ phim, bao gồm Camille (1936) của George Cukor, The Great Garrick (1937) của James Whale và The Hunchback of Notre Dame (1939) của William Dieterle.
Năm 1936, được truyền cảm hứng và khích lệ từ nhà văn H.P. Lovecraft (người đã qua đời sau đó một năm do bệnh ung thư ruột non), Leiber đã viết nên tác phẩm ngắn gây tiếng vang The Dealings of Daniel Kesserich. Leiber giới thiệu các nhân vật Fafhrd và Gray Mouser trong Two Sought Adventure, truyện ngắn được xuất bản chính quy đầu tiên của ông trong ấn bản tháng 8 năm 1939 của tờ Unknown, với sự biên tập của John W. Campbell.
Leiber kết hôn cùng Jonquil Stephens vào ngày 16 tháng 1 năm 1936; đứa con duy nhất của họ, nhà triết học và tiểu thuyết gia khoa học viễn tưởng Justin Leiber, ra đời vào năm 1938. Từ năm 1937 đến năm 1941, ông vào làm cho Consolidated Book Publishing như một tay bút thường trực, trực tiếp tham gia vào quá trình biên soạn Standard American Encyclopedia. Năm 1941, cả gia đình Leiber chuyển đến California, nơi ông phụ trách vai trò giảng viên diễn thuyết và kịch nói cho Trường Đại học Occidental trong niên khóa 1941–1942.
Không che giấu sự khinh miệt đối với chính trị học thuật khi Hoa Kỳ bước vào Chiến tranh thế giới thứ hai, Leiber kiên quyết xem cuộc chiến chống lại chủ nghĩa phát xít quan trọng hơn đức tin vào chủ nghĩa hòa bình lâu dài của bản thân. Ông chấp nhận một vị trí trong Douglas Aircraft, chủ yếu liên quan đến khâu giám sát chất lượng của dòng máy bay vận tải quân sự C-47 Skytrain; trong suốt thế chiến, ông vẫn đều đặn xuất bản tiểu thuyết trong nhiều tạp chí ra định kỳ.
Chiến tranh kết thúc, gia đình ông quay về Chicago, nơi Leiber đảm nhiện chức vụ phó tổng biên tập của tờ Science Digest từ năm 1945 đến năm 1956. Trong suốt thập kỷ này (bị gián đoạn trong những khoảng thời gian tạm gác bút từ năm 1954 đến 1956), các sáng tác của ông (bao gồm tuyển tập Night's Black Agents do Arkham House ấn hành năm 1947) được Poul Anderson miêu tả là "nhiều vô cùng những tác phẩm khoa học viễn tưởng và kỳ ảo xuất sắc nhất trong ngành". Năm 1958, Leibers trở lại Los Angeles, từ bỏ sự nghiệp báo chí và chăm lo cho gia đình bằng công việc của một tiểu thuyết gia toàn thời gian.
Cái chết của người vợ Jonquil vào năm 1969 chấm dứt ý định tái định cư vĩnh viễn của Leiber đến San Francisco và làm trầm trọng thêm chứng nghiện rượu lâu năm của ông sau mười hai năm song hành cùng Alcoholics Anonymous; tuy nhiên, ông dần dần lấy lại sự tỉnh táo trong hai thập kỷ tiếp theo. Năm 1977, ông tìm lại được phong độ bằng quyển tiểu thuyết kỳ ảo lấy bối cảnh San Francisco hiện đại mang tên Our Lady of Darkness, xoay quanh một nhà văn chứng kiến những câu chuyện kỳ lạ, đã phải nỗ lực vượt qua cái chết của vợ và dần phục hồi khỏi chứng nghiện rượu.
Vào năm cuối đời 1992, Leiber kết hôn với người vợ thứ, Margo Skinner, một nhà báo và nhà thơ đã quen thân trong nhiều năm. Leiber qua đời vài tuần sau khi ngã quỵ trong lúc trở về từ một hội nghị khoa học viễn tưởng ở London, Ontario, bên cạnh Skinner. Nguyên nhân mất được vợ ông tuyên bố là do đột quỵ. Ông để lại một hồi ký dài hơn 100 trang với nhan đề Not Much Disorder and Not So Early Sex, được in trong tác phẩm The Ghost Light (1984).